# Presqu'île des Lacs
La presqu'île des Lacs est une presqu'île située à l'ouest de la Grande Terre des îles Kerguelen dans les Terres australes et antarctiques françaises (TAAF).

## Géographie

### Caractéristiques
Située au centre-ouest de la Grande Terre, juste à l'ouest de la calotte glaciaire Cook dont elle émerge, la presqu'île des Lacs est entourée au nord par la baie du Tonnerre, au nord-ouest par la baie du Noroît et au sud par la baie du Melissas, sous-division de la baie Bretonne. Elle se prolonge en mer par l'île de l'Ouest dont elle est séparée par un étroit chenal, le détroit de la Marianne (de 60 à 775 m de large au maximum).
À sa base, elle est délimitée par les glaciers émissaires (en fort recul) du glacier principal Cook que sont du nord au sud, le glacier Pierre Curie (quasiment disparu) et le glacier Descartes, entre les deux éperons rocheux de la Quarantaine et du Gravimètre. Orientée est/ouest, elle est longue de plus de 10 km et large au maximum de 10 km à sa base.
La presqu'île est presque entièrement occupée par des lacs (près d'une quinzaine dont le plus important est le lac Descartes) ainsi que d'anses maritimes (baie Fermée et l'anse nord de la baie du Melissas). Son sommet, le mont Calliope au sud, culmine à 415 m.

### Toponymie
La presqu'îles doit son nom – attribué en 1967 par la commission de toponymie des îles Kerguelen – à sa topographie parsemée de lacs et étendues d'eau.